# 斯塔爾冰原島峰

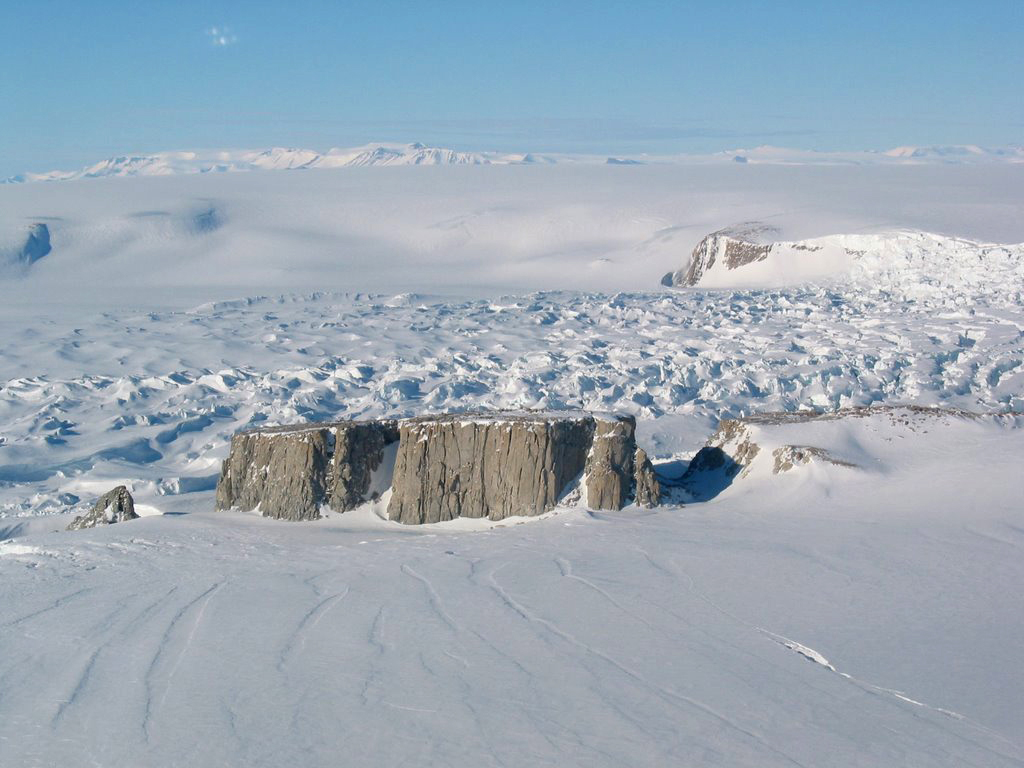

75°54′S 162°35′E / 75.900°S 162.583°E
斯塔爾冰原島峰（英語：Starr Nunatak），是南極洲的冰原島峰，位於維多利亞地的斯科特海岸，處於哈博德冰川終點北面，美國地質調查局根據測量和該國海軍的空中照片繪入地圖，現時由南極條約體系管理。